# Agalega-Inseln
Die Agalega-Inseln sind eine aus zwei Inseln bestehende Gruppe im Indischen Ozean. Politisch gehören sie zu Mauritius, obwohl sie 1100 km nördlich der Insel Mauritius und damit näher an Madagaskar oder zu den Seychellen liegen.

## Geschichte
Agalega wurde 1509 durch den Portugiesen Diogo Lopes de Sequeira entdeckt. Benannt wurden die Inseln möglicherweise nach einem der Schiffe („A Galega“) des portugiesischen Seefahrers Pedro Mascarenhas, der die Inseln um 1512 bereiste. Sie tauchen erstmals auf einer Karte von 1517 als Ilha do Gale auf. Nach mehr als zwei Jahrhunderten Vergessenheit wurde die Inselgruppe 1758 vom französischen Schiff Rubis wiederentdeckt.
Agalega wurde ab 1808 von Mauritius (Hauptinsel) aus besiedelt.

## Geographie
Agalega besteht aus zwei Inseln mit einer Gesamtfläche von 24 km². Die Inseln liegen innerhalb eines Saumriffes, das auch eine sehr schmale, 25 bis 100 Meter breite Lagune umschließt. Die Inseln werden von einem 20 bis 30 Meter breiten Strand gesäumt. Die Gesamtfläche innerhalb des Riffkranzes beträgt 37 km². Die beiden Inseln sind voneinander getrennt durch die 1,8 km breite La Passe, welche bei Niedrigwasser trockenen Fußes durchquert werden kann.
Die höchsten Erhebungen sind die küstennahen Sanddünen Montagne d'Emmerez auf der Nordinsel (15 Meter) und Grande Montagne auf der Südinsel (7 Meter).
Die Inselgruppe hat etwa 300 Bewohner (289 nach der Volkszählung von 2000), die sich auf drei Dörfer verteilen. Sie sprechen Agalega-Kreolisch.
Die Nordinsel misst 12,5 mal 1,5 km, mit einer Fläche von 14,3 km². Hier befindet sich der Flugplatz Agalega Airstrip (ICAO ID: FIMA), der Hafen Port Saint James, der Hauptort Vingt Cinq sowie das Dorf La Fourche.
Die Südinsel misst 7 mal 4,5 km, mit einer Fläche von 9,7 km². Hier befindet sich das Dorf Sainte Rita sowie eine Wetterstation.

## Verwaltung
Agalega gehört neben St. Brandon zu den Outer Islands von Mauritius. Aufgrund des Agalega Island Council Act 2004 wurde zur Verwaltung der Inseln ein Inselrat (Island Council) eingerichtet, dessen Mitglieder nicht gewählt, sondern von der Regierung ernannt werden. Vorher wurde Agalega von der Outer Islands Corporation verwaltet, ein Konsortium von Regierung und Wirtschaft, das durch einen Manager auf den Inseln vertreten war, der auch richterliche Gewalt hatte.

## Wirtschaft
Hauptwirtschaftszweig der Inseln ist die Produktion von Kopra und Kokosöl. Für den Eigenbedarf wird Fischerei betrieben. Bis vor kurzem war auf den Inseln kein Bargeld im Umlauf, der Geldverkehr wurde mit staatlichen Gutscheinen vorgenommen.

## Indischer Militärstützpunkt
Seit 2015 soll Indien laut Medienberichten bei der mauritischen Regierung die Erlaubnis angefragt haben, eine Militärbasis auf der nördlichen Insel einzurichten. Bilder vom Dezember 2020 zeigen eine neue etwa drei Kilometer lange Landebahn sowie eine Erweiterung des Hafens (zwei längere Anlegestellen). Durch den Bau will Indien vor allem die Handelswege für Rohstoffe nach Indien über den Indischen Ozean sichern und so einen Gegenpol zu den gleichartigen Bestrebungen Chinas in der Region aufbauen.

## Fauna
Auf den Inseln existiert eine endemische Taggecko-Art (Phelsuma borbonica agalegae so viel wie „Grüner Agalega-Berggecko“). Zu den weiteren Landtieren gehört eine Population von Ibissen.

## Klimatabelle
|                       | Jan  | Feb  | Mär  | Apr  | Mai  | Jun  | Jul  | Aug  | Sep  | Okt  | Nov  | Dez  |   |      |
| Mittl. Tagesmax. (°C) | 30,4 | 30,5 | 30,7 | 30,7 | 29,8 | 28,7 | 27,9 | 27,9 | 28,4 | 29,1 | 30,0 | 30,5 | ⌀ | 29,5 |
| Mittl. Tagesmin. (°C) | 24,0 | 24,2 | 24,3 | 24,7 | 24,4 | 23,4 | 22,8 | 22,5 | 22,9 | 23,4 | 23,9 | 24,1 | ⌀ | 23,7 |
|                       |      |      |      |      |      |      |      |      |      |      |      |      |   |      |
| Niederschlag (mm)     | 280  | 241  | 169  | 148  | 114  | 86   | 101  | 63   | 57   | 79   | 125  | 190  | Σ | 1653 |
|                       |      |      |      |      |      |      |      |      |      |      |      |      |   |      |
| Regentage (d)         | 17   | 15   | 15   | 13   | 13   | 12   | 15   | 12   | 10   | 9    | 13   | 15   | Σ | 159  |
|                       |      |      |      |      |      |      |      |      |      |      |      |      |   |      |
| Luftfeuchtigkeit (%)  | 84   | 85   | 84   | 83   | 81   | 80   | 80   | 79   | 78   | 79   | 81   | 82   | ⌀ | 81,3 |

| 24,0 |

| 24,2 |

| 24,3 |

| 24,7 |

| 24,4 |

| 23,4 |

| 22,8 |

| 22,5 |

| 22,9 |

| 23,4 |

| 23,9 |

| 24,1 |

| 24,0 |

| 24,2 |

| 24,3 |

| 24,7 |

| 24,4 |

| 23,4 |

| 22,8 |

| 22,5 |

| 22,9 |

| 23,4 |

| 23,9 |

| 24,1 |